# Ю Хао
Ю Хао (кит. 尤浩; род. 26 апреля 1992, Сюйчжоу, Цзянсу) — китайский гимнаст, бронзовый призёр Олимпийских игр 2016 года в командном первенстве. Выступал за китайскую сборную на чемпионатах мира по спортивной гимнастике в 2013, 2014, 2015, 2019 годах. Чемпион мира на брусьях на Чемпионате мира-2015.

## Чемпионат мира
Ю дебютировал в гимнастике на мировом уровне наЧемпионате мира по спортивной гимнастике в 2013 году в Антверпене, где он финишировал четвёртым на брусьях с 15.500 очками.
На Чемпионате мира по спортивной гимнастике в 2014 году в Наньнине, Китай, Юй участвовал в мужском командном финале, набрав 14.933 очков в упражнениях на коне, 15.466 и 15.633 оков у упражнениях на кольцах и на брусьях. Конкурируя с Денисом Аблязиным, завоевал бронзовую медаль на кольцах с 15.700 очками.
В 2015 году выступал на соревнованиях — Чемпионате мира по спортивной гимнастике в Глазго. Его выступления в финале командных соревнований на коне (14.666), на кольцах (15.633) и брусьях (15.933) помогли занять китайской команде третье место после Японии и Великобритании. Юй набрал в соревнованиях на брусьях 16.216 очков — это самый высокий результат на этом снаряде на этих соревнованиях. Китайская мужская команда на этом чемпионате мира завоевана одну золотую медаль. Юй завоевал серебряную медаль на кольцах с 15.733 очками, уступив золото греку Элефтериос Петруниасу.

## Олимпийские игры
Принимал участие на летних Олимпийских играх 2016 года. Китайская команда с его участием завоевала бронзовую медаль в командном зачете на летних Олимпийских играх 2016 года в Рио-де-Жанейро.